# Plecotus auritus begognae
Plecotus auritus begognae is een ondersoort van de bruine grootoorvleermuis (Plecotus auritus) die voorkomt in Spanje en Portugal ten zuiden van de Ebro. De ondersoort is iets groter dan Plecotus auritus auritus, die verder naar het noordoosten voorkomt. Hij werd door De Paz (1994) oorspronkelijk beschreven op basis van morfologie, maar Juste et al. (2004) bevestigden met hun moleculaire fylogenetische analyse dat het een aparte ondersoort was, die sterk verschilt van de andere populaties van de bruine grootoorvleermuis.